# Болоњска декларација
Болоњска декларација је заједничка декларација европских министара образовања потписана у Болоњи 19. јуна 1999. године, а односи се на реформу система високог образовања Европе и темељ је Болоњског процеса. По овој декларацији реформе и имплементација Болоњског процеса завршавају се 2010. године.

## Циљеви Болоњске декларације и Болоњског процеса
- Прихватање система лако препознатљивих и упоредивих степена, међу осталим увођењем додатка дипломи, како би се унапређивало запошљавање европских грађана и међународна конкурентност европског система високог образовања.
- Прихватање система темељеног на два главна циклуса, преддипломском и дипломском. Приступ другом циклусу захтева успешно завршен први циклус студија који мора трајати најмање три године. Степен постигнут након првог циклуса треба одговарати европском тржишту рада одговарајућим нивоом квалификације. Други циклус водиће ка магистарству и/или докторату, као што је то случај у многим европским земљама.
- Увођење бодовног система, као што је ЕСПБ - Европски систем преноса бодова (Енг. ECTS - European Credit Transfer and Accumulation System), као прикладног средства у унапређењу најшире размене студената. Бодови се могу постизати и изван високошколског образовања, укључујући и целоживотно учење, под условом да их призна универзитет које прихвата студента.[1]
- Унапређивање мобилности превладавањем запрека слободном кретању, посебно: студентима дати прилику за учење, омогућити им приступ студију и релевантним службама; наставницима, истраживачима и административном особљу признати и валоризирати време које су провели у Европи истражујући, предајући или учећи, без прејудицирања њихових статутарних права.
- Унапређивање европске сарадње у осигуравању квалитета у циљу развијања упоредивих критеријума и методологија.
- Унапређивање потребне европске димензије у високом школству, посебно у развоју наставних програма, међуинституционалној сарадњи, шемама мобилности и интегрисаних програма студија, обуке и истраживања.

## Коминикеи о Болоњској декларацији и Болоњском процесу
При потписивању Болоњске деларације 1999. године договорено је да се на сваке две године одржавају министарске конференције на којима ће се подносити извештаји о примени Болоњског процеса, размењивати искуства и обавити потисивање коминикеа, који потписују све земље које су прихватиле Болоњски процес, а ту улазе и земљаме Европе које то нису учиниле 1999, а одлучиле су да прихвате Болоњски процес.
Потписани су следећи коминикеи који носе назив града у ком су министарске конференције одржане:
- Прашки коминике 2001.
- Берлински коминике 2003.
- Бергенски коминике 2005.
- Лондонски коминике 2007.
- Левенски коминике 2009.

Предвиђено је да се завршетак имплементације Болоњског процеса изведе до 2010. године.

## Земље потписнице
Следеће земље су потписале Болоњску декларацију:
| - Аустрија - Белгија - Бугарска - Грчка - Данска - Естонија - Ирска - Исланд - Италија - Летонија | - Литванија - Луксембург - Мађарска - Малта - Немачка - Норвешка - Пољска - Португалија - Румунија - Словачка | - Словенија - УК - Финска - Француска - Холандија - Чешка - Швајцарска - Шведска - Шпанија |

## Земље које су прихватиле Болоњски процес и ратификовале Болоњску декларацију

### Прашки коминике 2001. године
- Кипар
- Лихтенштајн
- Турска
- Хрватска

### Берлински коминике 2003. године
- Албанија
- Андора
- Босна и Херцеговина
- Република Македонија
- Русија
- Ватикан
- Србија

### Бергенски коминике 2005. године
- Азербејџан
- Грузија
- Јерменија
- Молдавија
- Украјина

### Лондонски коминике 2007. године
- Црна Гора

### 2010. године
- Казахстан

### Земље које нису потписале и прихватиле Болоњски процес
Једине чланице Савета Европе које нису потписале декларацију и прихватиле Болоњски процес су Монако и Сан Марино, а могуће је да ће се придружити Болоњском процесу који се спроводи у Француској и Италији.
Белорусија је, такође, у могућности да потпише декларацију и прихвати процес, али то до сада није учинила.

## Државе и региони чији су захтеви одбијени
- Киргистан - на берлинском коминикеу је желела да потпише декларацију и прихвате Болоњски процес, али је по тумачењима на овом скупу одбијена јер се не налази у Европи. Болоњска декларација је, за сада, споразум који обухвата само географско пространство Европе
- Израел - је из истог разлога као и Киргизија одбачен на берлинском коминикеу јер се не налази у Европи
- Северни Кипар није међународно призната држава, нити призната од стране потписница Болоњског процеса (осим Турске) те је на берлинском коминикеу Северни Кипар је одбијен. Но с обзиром да је по уставу Кипра из 1960. године дефинисано да Грчки ентитет и Турски ентитет имају засебне образовне системе одбијање захтева се доводи у питање.
- Косово (Косово и Метохија) - према садашњој ситуацији не може да постане потписница овог процеса те се због тога није ни узимало у разматрање.